# Aineck
Aineck är ett berg i Österrike.   Det ligger i distriktet Tamsweg och förbundslandet Salzburg, i den centrala delen av landet, 240 kilometer sydväst om huvudstaden Wien. Toppen på Aineck är 2 210 meter över havet, eller 563 meter över den omgivande terrängen. Bredden vid basen är 4,7 km.
Terrängen runt Aineck är bergig västerut, men österut är den kuperad. Runt Aineck är det ganska glesbefolkat, med 22 invånare per kvadratkilometer.. Närmaste större samhälle är Tamsweg, 15,3 kilometer nordost om Aineck. 
I omgivningarna runt Aineck växer i huvudsak blandskog.